# Diriyah
Diriyah (àrab: الدرعية, ad-Dirʿiyya o ad-Darʿiyya) és un oasi de l'Aràbia Saudita, al Najd, que va ser la primera capital dels saudites, del 1744 fins a la seva destrucció pels egipcis el 1818. Està situat a uns 20 km al nord-oest de Riad i el creua el uadi Hanifa. És capital de la governació de Diriyah (que inclou les viles d'al-Uyayna, Djubayla, al-Ammariyyah, i d'altres) dins la província d'al-Riyad. Està inscrit en la llista del Patrimoni de la Humanitat de la UNESCO des del 2010.

## Història
A l'oasi, hi ha diversos assentaments, alguns ocupats i d'altres en ruïnes, entre els quals al-Budjayri, lloc d'origen del reformador wahhabita xeic Muhammad ibn Abd al-Wahhab i altres ulemes; al costat d'aquesta vila, al turó d'al-Turayf, hi ha les restes de l'antic palau dels saudites amb la ciutadella (anomenada Darb Faysal, pel seu darrer defensor Faysal ibn Saud) al punt més elevat, i la gran mesquita on el 1803 fou assassinat l'imam Abd al-Aziz; al-Turayf està en ruïnes, però al costat ha sorgit una nova ciutat.
L'oasi fou poblat, segons la tradició, des del 1446-1447 quan s'hi va establir Mani ibn Rabia al-Muraydi, un emigrant de terres orientals aràbigues, que sembla que es deien ad-Dir'iyya a la regió de Katif (el lloc, si va existir, no ha estat identificat). Set xeics van succeir Mani en el govern de la zona; Ghasiba fou la primera capital i plaça forta i en algun moment la va substituir al-Turayf en un lloc més inexpugnable.
El 1726-1727, va arribar al poder Muhammad ibn Saud al-Mukrin, descendent de Mani, dominant part de Diriyah, incloent Ghasiba. Llavors el domini del Najd central s'exercia des d'al-Uyayna pels Al-Muammar de Tamim, on governava (fins a 1726-1727) Abd Allah ibn Muhammad, i els saudites eren els seus subordinats. El 1744, Muhammad ibn Abd al-Wahhab va ser expulsat d'al-Uyayna on residia, per un conflicte amb Uthman ibn Ahmad Al-Muammar, aliat dels Banu Khalid d'al-Ahsa, enemics dels wahhabites. Llavors, es va establir a Diriyah i va fer aliança amb Muhammad ibn Saud per establir la verdadera interpretació de l'islam arreu dels territoris àrabs. Aquesta aliança d'un prestigiós cap religiós i un de militar va ser afortunada. El fills de Muhammad ibn Saud, Abd al-Aziz ibn Muhammad, i el net, Saud, també van destacar com a caps militars i polítics. Els saudites van estendre la dominació familiar a gran part d'Aràbia, amb aliances o per força. L'únic visitant europeu a Diriyah de l'època (final del segle xviii) fou J. L. Reinaud, enviat per la Companyia Britànica de les Índies Orientals.
Abd Allah ibn Saud va succeir el seu pare Saud el 1814. Quan Ibrahim Paixà d'Egipte va avançar cap al Najd, es va fer fort a Diriyah, que fou assetjada (1818); el setge va durar uns sis mesos fins que es va rendir (setembre de 1818); els egipcis van destruir-ne les muralles i les plantacions de palmeres. Diversos prínceps saudites foren portats presoners al Caire.
Muhammad ibn Mushari, de la casa dels Al-Muammar d'al-Uyayna, i nebot per part de mare de Saud, es va establir a Diriyah el 1819 i va intentar-ne la reconstrucció i agafar la direcció del moviment wahhabita. El 1820 hi va arribar Mushari ibn Saud, a qui Muhammad ibn Mushari va jurar fidelitat per gaudir de millor dret, però al cap de poc, volent recuperar el poder, es va revoltar; en la guerra que va seguir va aparèixer Turki ibn Abd Allah, cosí de Saud, que s'havia escapat dels egipcis, i va donar suport a Mushari ibn Saud, però aquest va ser capturat finalment per les forces egípcies que operaven a la zona i va morir presoner el 1821. Turki va matar Muhammad ibn Mushari i es va apoderar de Diriyah i tot seguit de Ryad, d'on fou expulsat al cap de poc pels egipcis (1821). Llavors, el nou comandant egipci Husayn Bey va ordenar traslladar tota la població de Diriyah cap a Tharmada, on es va instal·lar el quarter general egipci; Diriyah fou destruïda per segona vegada, els arbres cremats i destruït tot el que es podia destruir. 230 soldats de Diriyah foren executats a Tharmada sense judici. Quan Turki va recuperar forces, va establir la seva capital a Ryad (1824). El 1865 l'oasi estava desert totalment i no fou repoblat fins al segle xx. La nova ciutat de Diriyah es va fundar vers el 1970.